# Contea di Grand Bassa
La contea di Grand Bassa è una delle 15 contee della Liberia. Il capoluogo è Buchanan.
Istituita nel 1833, Gran Bassa è una delle tre contee che costituivano originariamente la Repubblica di Liberia, assieme a Montserrado e Sinoe. Il 18 aprile 1985 parte del suo territorio venne distaccato per istituire la contea di River Cess.

## Geografia antropica

### Suddivisioni amministrative
La contea è divisa in 8 distretti:
- Commonwealth
- Distretto 1
- Distretto 2
- Distretto 3
- Distretto 4
- Neekreen
- Owensgrove
- St. John River